# جون لاسي
جون لاسي (بالإنجليزية: John Lacey)‏ هو لاعب اتحاد الرغبي أيرلندي، ولد في 12 أكتوبر 1973 في تيبيراري في جمهورية أيرلندا.